# 찰스 페퍼먼
찰스 페퍼먼(Charles Louis Fefferman, 1949년 4월 18일 ~ )은 프린스턴 대학교에 재직 중인 수학자이다. 만 29세이던 1978년에, 해석학 분야에 남긴 탁월한 업적에 대한 공로로 필즈 메달을 수상하였다.
페퍼먼에 대한 또 다른 유명한 점은, 역대 미국 역사상 최연소로 정교수가 된 기록을 보유하고 있다는 것이다.
페퍼만의 집안은 어릴 때부터 소문난 신동들의 집안으로 유명한데, 맏이인 찰스 페퍼만 이후로 그 아래의 두 형제도 현재 모두 미국 명문대학의 수학 정교수들이다. 찰스 페퍼만은 12살에 대학을 입학했고, 첫 번째 논문을 15살에 독일어로 출판하였다. 17살에 메릴랜드 대학교에서 수학과 물리학 학사학위를 수여받은 후, 프린스턴 대학교에서 20살에 박사학위를 받았다. 학위를 마친 후 첫 직장인 시카고 대학교에서 딕슨 전임강사로 근무하기 시작하면서, 순식간에 수십 년 묵은 가설들을 계속 여러개를 증명하여 교수진들을 모두 놀라게 하여, 22세가 되었던 해에 곧바로 정교수로 임명이 되었다. 2년을 더 시카고 대학교에서 근무 한 후, 24세가 되던 해에, 그가 박사 학위를 받은 프린스턴 대학교의 정교수자리로 옮겨가서 현재까지 그곳에 머물고 있다.

## 학력
- 1963년~1966년: 메릴랜드 대학교 (학사)
- 1966년~1969년: 프린스턴 대학교 (박사)